# 운트리븀
운트리븀(Untribium)은 미발견된 원소의 임시 이름으로 원소 기호는 Utb, 원자 번호는 132번이다.

## 같이 보기
- 체계적 원소 이름